# Jigme Dorji Wangchuck
Jigme Dorji Wangchuck (Dzongkha 1929-1972) va ser el rei de Bhutan entre el 1952 i la seva mort, el 1972. Ell va començar la modernització del seu país, posant fi al feudalisme i alliberant els serfs. Ell també va crear l'Assemblea Nacional - Tshogdu - el 1953.